# Grzegorz Pawłowski (ksiądz)
Grzegorz Pawłowski (ur. 23 sierpnia 1931 w Zamościu, zm. 21 października 2021 w Jaffie) – polski ksiądz rzymskokatolicki pracujący na terenie archidiecezji lubelskiej oraz w Izraelu.

## Życiorys
Grzegorz Pawłowski urodził się 3 sierpnia 1931 jako Jakub Hersz Griner w rodzinie ortodoksyjnych Żydów z Zamościa. Jego rodzice zginęli w trakcie niemieckiej okupacji, a on sam po ucieczce z getta z Izbicy został uratowany przez Polaków, wówczas też nadano mu nowe nazwisko. Trafił do domu dziecka w Lublinie, skąd przeniesiono go do prowadzonego przez zakonnice domu dziecka w Puławach. Tam też ukończył I Liceum Ogólnokształcące im. A.J. ks. Czartoryskiego. Po maturze kształcił się w Lubelskim Seminarium Duchownym. W 1958 przyjął święcenia kapłańskie, następnie pracował w parafiach archidiecezji lubelskiej. W 1970 po studiach z biblistyki na KUL i odnalezieniu ocalonego z Zagłady brata, wyjechał do Izraela. Tam pracował jako duszpasterz wspólnot języka hebrajskiego i Polonii. Zaangażował się w promowanie dobrych relacji między Polakami i Żydami, przyczynił się również do uznania rodziny, która uratowała go podczas wojny za 
Sprawiedliwych wśród Narodów Świata. Za swoją pracę otrzymał tytuł infułata.
W 2002 za pełną nadziei wizję ekumenii łączącej w życiu codziennym Polaków i Żydów otrzymał Nagrodę Orła Jana Karskiego. Na podstawie uchwały Rady Miasta Lublin z dnia 22 marca 2018 uzyskał Honorowe Obywatelstwo Miasta Lublin. Zmarł 21 października 2021 w Izraelu. Jego pogrzeb odbył się 3 listopada 2021 - po mszy świętej pogrzebowej w Archikatedrze Lubelskiej został pochowany na cmentarzu żydowskim w Izbicy. Pośmiertnie odznaczony Krzyżem Kawalerskim Orderu Odrodzenia Polski.

## Publikacje
- Sługa Mesjasza
- Ocalały z Zagłady w służbie Mesjasza